# バルガル襲撃
バルガル襲撃（バルガルしゅうげき）は、ソマリアバリ州バルガルにおけるプントランドとイスラム法廷会議との軍事衝突。
2007年5月30日、12から35名のイスラム武装集団が2隻の小船に乗りバルガル付近に上陸、現地に居たプントランド民兵と交戦状態となった。6月1日にアメリカ海軍のミサイル駆逐艦「DDG-90 チェイフィー」はバルガル付近に存在する丘に布陣していたイスラム武装集団に対し砲撃を開始する。
アメリカ当局の発表によれば、この武装集団の中に1998年に発生した在ケニアおよび在タンザニア・アメリカ大使館爆破事件に関与した人物がいたとされる。
プントランド当局の発表によれば、民兵（プントランド正規兵）5名が負傷し、イスラム武装集団は12名が死亡、死者の中にはソマリア人以外にイギリス、アメリカ合衆国、スウェーデン、パキスタンおよびイエメンのそれぞれの国籍を持つ者が含まれていたとされる。